# Chimarra xus
Chimarra xus är en nattsländeart som beskrevs av Roger J. Blahnik 1998. Chimarra xus ingår i släktet Chimarra och familjen stengömmenattsländor. Inga underarter finns listade i Catalogue of Life.